# Copa Panamericana de Voleibol Femenino Sub-18 de 2015
La Copa Panamericana de Voleibol Femenino Sub-18 de 2015 fue la III edición del torneo de selecciones femeninas de voleibol categoría sub-18 pertenecientes a la NORCECA y a la Confederación Sudamericana de Voleibol (CSV), se llevó a cabo del 17 al 22 de marzo de 2015 en la ciudad de La Habana, Cuba. El certamen fue organizado por la Federación Cubana de Voleibol bajo la supervisión de la Unión Panamericana de Voleibol y otorgó un cupo para el Campeonato Mundial de Voleibol Femenino Sub-18 de 2015 que fue disputado por los equipos que aún no se habían clasificado para el torneo mundial a realizarse en Lima, Perú.
La selección de Cuba fue la que obtuvo el cupo mundialista al derrotar a todos sus rivales y ganar el grupo B de la fase preliminar.
Argentina resultó campeón del torneo luego de ganar en una final reñida a la selección de República Dominicana por 3 sets a 2, de esta manera Argentina consigue su segundo título en esta competencia panamericana sub-18 luego del oro conseguido en el año 2011. Por su parte, la República Dominicana se llevó la medalla de plata superando así su participación anterior en el año 2013 donde obtuvo el tercer lugar.
La medalla de bronce recayó sobre la selección local Cuba que derrotó a Puerto Rico por tres sets a cero en el partido por el tercer lugar, con este resultado Cuba completa el podio en su primera participación en este torneo (estuvo ausente en las dos primeras ediciones).

## Equipos participantes
Un máximo de 8 equipos pueden participar en el torneo, estos son los 4 mejores equipos de la categoría de cada confederación (NORCECA y CSV). entre ellos las 6 selecciones clasificadas al Campeonato Mundial de Voleibol Femenino Sub-18 de 2015 y la selección local. Las selecciones invitadas debieron confirmar su participación hasta 30 días antes del inició de la competencia. La selecciones de Brasil y Estados Unidos no se inscribieron y no participarán en el torneo. 
NORCECA (Confederación del Norte, Centroamérica y del Caribe):
- Costa Rica
- Cuba
- República Dominicana
- México
- Puerto Rico
- [[Selección femenina de voleibol de |]]

CSV (Confederación Sudamericana de Vóley):
- Argentina
- Chile
- Perú

## Grupos
La organización del torneo decidió dividir a los 8 equipos en dos grupos de 4 equipos cada uno, en el grupo A las selecciones ya clasificadas a la Copa Mundial sub-18 de 2015 y en el grupo B las selecciones que aún no lograron su clasificación al mundial.
| Grupo A                                    | Grupo B                           |
| ------------------------------------------ | --------------------------------- |
| Argentina Perú República Dominicana México | Puerto Rico Chile Costa Rica Cuba |

## Formato de competición
El torneo consta de dos fases: Fase preliminar y fase final.
En la fase preliminar los 8 equipos participantes se dividen en dos grupos de 4 equipos cada uno, el grupo A está integrado por los 4 equipos clasificados al Campeonato Mundial de Voleibol Femenino Sub-18 de 2015 y el grupo B por las selecciones que no lograron clasificarse mediante sus respectivos torneos regionales. Cada equipo juega contra sus 3 rivales de grupo con un sistema de todos contra todos y se los ordena de acuerdo a los puntos obtenidos en los partidos que son otorgados de la siguiente manera:
- Partido con resultado final 3-0: 5 puntos al ganador y 0 puntos al perdedor.
- Partido con resultado final 3-1: 4 puntos al ganador y 1 puntos al perdedor.
- Partido con resultado final 3-2: 3 puntos al ganador y 2 puntos al perdedor.

Si al finalizar la fase preliminar dos o más equipos terminan igualados en puntos se aplican los siguientes criterios de desempate:
- Proporción entre los puntos ganados y los puntos perdidos (Puntos ratio).
- Proporción entre los sets ganados y los sets perdidos (Sets ratio).
- Si el empate persiste se le da prioridad al equipo que haya ganado el último partido entre los equipos implicados.
- Si el empate persiste entre tres equipos se realiza una nueva clasificación solo tomando en cuenta los partidos entre los equipos involucrados.

Todos los equipos de la fase preliminar pasan a la fase final aunque cada uno a instancias diferentes según la ubicación conseguida en su grupo. El ganador del grupo B obtiene la clasificación para el Campeonato Mundial de Voleibol Femenino Sub-18 de 2015.
En la fase final los segundos y terceros de grupo de la fase anterior juegan de manera cruzada en los cuartos de final, los ganadores clasifican para jugar en las semifinales contra los primeros de grupo que se clasificaron directamente a esta instancia, los ganadores de las semifinales disputan la final del torneo mientras que los perdedores juegan por el tercer y cuarto lugar. Los equipos perdedores de los cuartos de final pasan a jugar las rondas clasificatorias del quinto al octavo lugar, primero en unas semifinales contra los últimos de los grupos A y B, luego los ganadores de estos partidos disputan el quinto y sexto puesto en tanto los perdedores juegan por el séptimo y octavo lugar.

## Resultados
- Sede: Coliseo de la Ciudad Deportiva, La Habana, Cuba.
- Las horas indicadas corresponden al huso horario local de Cuba (Hora de verano del tiempo del este – EDT): UTC-4.

### Fase preliminar

#### Grupo A
– Clasificado a semifinales. 
     – Clasificado a cuartos de final.
     – Pasa a disputar las rondas de clasificación del 5.° al 8.° lugar.
|     |                      |     | Partidos | Partidos | Partidos | Sets | Sets | Sets  | Puntos | Puntos | Puntos |
| Pos | Equipo               | Pts | PJ       | PG       | PP       | SG   | SP   | Ratio | PG     | PP     | Ratio  |
| --- | -------------------- | --- | -------- | -------- | -------- | ---- | ---- | ----- | ------ | ------ | ------ |
| 1   | República Dominicana | 13  | 3        | 3        | 0        | 9    | 2    | 4.500 | 259    | 185    | 1.400  |
| 2   | Argentina            | 7   | 3        | 1        | 2        | 5    | 6    | 0.833 | 237    | 232    | 1.021  |
| 3   | Perú                 | 7   | 3        | 1        | 2        | 5    | 6    | 0.833 | 219    | 248    | 0.883  |
| 4   | México               | 3   | 3        | 1        | 2        | 3    | 8    | 0.375 | 205    | 255    | 0.804  |

| Fecha       | Hora  | Partido         | Partido   | Partido         | Sets  | Sets  | Sets  | Sets  | Sets  | Puntuación total | Reporte |
| Fecha       | Hora  |                 | Resultado |                 | 1     | 2     | 3     | 4     | 5     | Puntuación total | Reporte |
| ----------- | ----- | --------------- | --------- | --------------- | ----- | ----- | ----- | ----- | ----- | ---------------- | ------- |
| 17 de marzo | 14:00 | Argentina       | 0 – 3     | Perú            | 19-25 | 22-25 | 24-26 | -     | -     | 65 – 76          | P2 P3   |
| 17 de marzo | 18:00 | Rep. Dominicana | 3 – 0     | México          | 25-21 | 25-13 | 25-16 | -     | -     | 75 – 50          | P2 P3   |
| 18 de marzo | 16:00 | México          | 0 – 3     | Argentina       | 11-25 | 18-25 | 18-25 | -     | -     | 47 – 75          | P2 P3   |
| 18 de marzo | 18:00 | Perú            | 0 – 3     | Rep. Dominicana | 15-25 | 9-25  | 14-25 | -     | -     | 38 – 75          | P2 P3   |
| 19 de marzo | 16:00 | México          | 3 – 2     | Perú            | 25-21 | 25-21 | 23-25 | 20-25 | 15-13 | 108 – 105        | P2 P3   |
| 19 de marzo | 18:00 | Rep. Dominicana | 3 – 2     | Argentina       | 21-25 | 25-23 | 23-25 | 25-19 | 15-5  | 109 – 97         | P2 P3   |

#### Grupo B
– Clasificado a semifinales y al Campeonato Mundial de Voleibol Femenino Sub-18 de 2015. 
     – Clasificado a cuartos de final.
     – Pasa a disputar las rondas de clasificación del 5.° al 8.° lugar.
|     |             |     | Partidos | Partidos | Partidos | Sets | Sets | Sets  | Puntos | Puntos | Puntos |
| Pos | Equipo      | Pts | PJ       | PG       | PP       | SG   | SP   | Ratio | PG     | PP     | Ratio  |
| --- | ----------- | --- | -------- | -------- | -------- | ---- | ---- | ----- | ------ | ------ | ------ |
| 1   | Cuba        | 14  | 3        | 3        | 0        | 9    | 1    | 9.000 | 243    | 135    | 1.800  |
| 2   | Puerto Rico | 9   | 3        | 2        | 1        | 7    | 5    | 1.400 | 264    | 239    | 1.105  |
| 3   | Chile       | 7   | 3        | 1        | 2        | 5    | 6    | 0.833 | 227    | 219    | 1.037  |
| 4   | Costa Rica  | 0   | 3        | 0        | 3        | 0    | 9    | 0.000 | 84     | 225    | 0.373  |

| Fecha       | Hora  | Partido    | Partido   | Partido     | Sets  | Sets  | Sets  | Sets  | Sets  | Puntuación total | Reporte                                                |
| Fecha       | Hora  |            | Resultado |             | 1     | 2     | 3     | 4     | 5     | Puntuación total | Reporte                                                |
| ----------- | ----- | ---------- | --------- | ----------- | ----- | ----- | ----- | ----- | ----- | ---------------- | ------------------------------------------------------ |
| 17 de marzo | 16:00 | Costa Rica | 0 – 3     | Chile       | 11-25 | 11-25 | 6-25  | -     | -     | 28 – 75          | P2 P3                                                  |
| 17 de marzo | 20:00 | Cuba       | 3 – 1     | Puerto Rico | 25-18 | 25-12 | 18-25 | 25-18 | -     | 93 – 73          | P2 Archivado el 2 de abril de 2015 en Wayback Machine. |
| 18 de marzo | 14:00 | Costa Rica | 0 – 3     | Puerto Rico | 13-25 | 10-25 | 14-25 | -     | -     | 37 – 75          | P2 P3                                                  |
| 18 de marzo | 20:00 | Cuba       | 3 – 0     | Chile       | 25-13 | 25-17 | 25-13 | -     | -     | 75 – 43          | P2 P3                                                  |
| 19 de marzo | 14:00 | Chile      | 2 – 3     | Puerto Rico | 21-25 | 31-29 | 19-25 | 25-22 | 13-15 | 109 – 116        | P2 P3                                                  |
| 19 de marzo | 20:00 | Cuba       | 3 – 0     | Costa Rica  | 25-2  | 25-6  | 25-11 | -     | -     | 75 – 19          | P2 P3                                                  |

### Fase final
|  | 5° y 6° lugar | 5° y 6° lugar | 5° y 6° lugar |  |  | Semifinales 5°-8° lugar | Semifinales 5°-8° lugar | Semifinales 5°-8° lugar |  |  | Cuartos de final | Cuartos de final | Cuartos de final |  |  | Semifinales | Semifinales     | Semifinales |  |  | Final        | Final           | Final        |
|  |               |               |               |  |  |                         |                         |                         |  |  |                  |                  |                  |  |  |             |                 |             |  |  |              |                 |              |
|  |               |               |               |  |  | 4A                      | México                  | 3                       |  |  |                  |                  |                  |  |  | 1B          | Cuba            | 1           |  |  |              |                 |              |
|  |               |               |               |  |  | 3B                      | Chile                   | 0                       |  |  | 2A               | Argentina        | 3                |  |  | 2A          | Argentina       | 3           |  |  |              |                 |              |
|  | 4A            | México        | 2             |  |  |                         |                         |                         |  |  | 3B               | Chile            | 0                |  |  |             |                 |             |  |  | 2A           | Argentina       | 3            |
|  | 3A            | Perú          | 3             |  |  |                         |                         |                         |  |  |                  |                  |                  |  |  |             |                 |             |  |  | 1A           | Rep. Dominicana | 2            |
|  |               |               |               |  |  | 4B                      | Costa Rica              | 0                       |  |  |                  |                  |                  |  |  | 1A          | Rep. Dominicana | 3           |  |  |              |                 |              |
|  | 7° y 8° lugar | 7° y 8° lugar | 7° y 8° lugar |  |  | 3A                      | Perú                    | 3                       |  |  | 2B               | Puerto Rico      | 3                |  |  | 2B          | Puerto Rico     | 2           |  |  | Tercer lugar | Tercer lugar    | Tercer lugar |
|  |               |               |               |  |  |                         |                         |                         |  |  | 3A               | Perú             | 1                |  |  |             |                 |             |  |  |              |                 |              |
|  | 3B            | Chile         | 3             |  |  |                         |                         |                         |  |  |                  |                  |                  |  |  |             |                 |             |  |  | 1B           | Cuba            | 3            |
|  | 4B            | Costa Rica    | 0             |  |  |                         |                         |                         |  |  |                  |                  |                  |  |  |             |                 |             |  |  | 2B           | Puerto Rico     | 0            |

#### Cuartos de final
| Fecha       | Hora  | Partido     | Partido   | Partido | Sets  | Sets  | Sets  | Sets  | Sets | Puntuación total | Reporte |
| Fecha       | Hora  |             | Resultado |         | 1     | 2     | 3     | 4     | 5    | Puntuación total | Reporte |
| ----------- | ----- | ----------- | --------- | ------- | ----- | ----- | ----- | ----- | ---- | ---------------- | ------- |
| 20 de marzo | 14:30 | Puerto Rico | 3 – 1     | Perú    | 25-22 | 14-25 | 25-20 | 26-24 | -    | 90 – 91          | P2 P3   |
| 20 de marzo | 16:30 | Argentina   | 3 – 0     | Chile   | 25-14 | 25-14 | 25-17 | -     | -    | 75 – 45          | P2 P3   |

#### Clasificación 5.° al 8.° lugar
| Fecha       | Hora  | Partido    | Partido   | Partido | Sets  | Sets  | Sets  | Sets | Sets | Puntuación total | Reporte |
| Fecha       | Hora  |            | Resultado |         | 1     | 2     | 3     | 4    | 5    | Puntuación total | Reporte |
| ----------- | ----- | ---------- | --------- | ------- | ----- | ----- | ----- | ---- | ---- | ---------------- | --- |
| 21 de marzo | 14:00 | México     | 3 – 0     | Chile   | 25-22 | 25-15 | 25-23 | -    | -    | 75 – 60          | P2 P3 |
| 21 de marzo | 16:00 | Costa Rica | 0 – 3     | Perú    | 6-25  | 18-25 | 5-25  | -    | -    | 29 – 75          | P2 (enlace roto disponible en Internet Archive; véase el historial, la primera versión y la última). P3 (enlace roto disponible en Internet Archive; véase el historial, la primera versión y la última). |

#### Semifinales
| Fecha       | Hora  | Partido         | Partido   | Partido     | Sets  | Sets  | Sets  | Sets  | Sets | Puntuación total | Reporte |
| Fecha       | Hora  |                 | Resultado |             | 1     | 2     | 3     | 4     | 5    | Puntuación total | Reporte |
| ----------- | ----- | --------------- | --------- | ----------- | ----- | ----- | ----- | ----- | ---- | ---------------- | --- |
| 21 de marzo | 18:00 | Rep. Dominicana | 3 – 2     | Puerto Rico | 21-25 | 26-28 | 25-15 | 25-18 | 15-9 | 112 – 95         | P2 (enlace roto disponible en Internet Archive; véase el historial, la primera versión y la última). P3 (enlace roto disponible en Internet Archive; véase el historial, la primera versión y la última). |
| 21 de marzo | 20:00 | Cuba            | 1 – 3     | Argentina   | 15-25 | 13-25 | 25-18 | 22-25 | -    | 75 – 93          | P2 (enlace roto disponible en Internet Archive; véase el historial, la primera versión y la última). P3 (enlace roto disponible en Internet Archive; véase el historial, la primera versión y la última). |

#### Partido 7.° y 8.° lugar
El partido para definir el séptimo y octavo lugar entre Chile y Costa Rica fue suspendido por el regreso de la selección costarricense a su país antes de concluir oficialmente el torneo. Como consecuencia se le otorgó a Chile una victoria de 3 sets a cero con parciales de 25-0 en los tres sets y ocupó automáticamente el séptimo lugar mientras Costa Rica ocupó el octavo puesto en la clasificación final.
| Fecha       | Hora | Partido | Partido   | Partido    | Sets | Sets | Sets | Sets | Sets | Puntuación total | Reporte |
| Fecha       | Hora |         | Resultado |            | 1    | 2    | 3    | 4    | 5    | Puntuación total | Reporte |
| ----------- | ---- | ------- | --------- | ---------- | ---- | ---- | ---- | ---- | ---- | ---------------- | ------- |
| 22 de marzo | –:–  | Chile   | 3 – 0     | Costa Rica | 25-0 | 25-0 | 25-0 | -    | -    | 75 – 0           |         |

#### Partido 5.° y 6.° lugar
| Fecha       | Hora  | Partido | Partido   | Partido | Sets  | Sets  | Sets  | Sets  | Sets  | Puntuación total | Reporte |
| Fecha       | Hora  |         | Resultado |         | 1     | 2     | 3     | 4     | 5     | Puntuación total | Reporte |
| ----------- | ----- | ------- | --------- | ------- | ----- | ----- | ----- | ----- | ----- | ---------------- | ------- |
| 22 de marzo | 14:00 | México  | 2 – 3     | Perú    | 25-27 | 26-24 | 25-20 | 23-25 | 12-15 | 111 – 111        | P2 P3   |

#### Partido3.ery 4.° lugar
| Fecha       | Hora  | Partido     | Partido   | Partido | Sets  | Sets  | Sets  | Sets | Sets | Puntuación total | Reporte |
| Fecha       | Hora  |             | Resultado |         | 1     | 2     | 3     | 4    | 5    | Puntuación total | Reporte |
| ----------- | ----- | ----------- | --------- | ------- | ----- | ----- | ----- | ---- | ---- | ---------------- | ------- |
| 22 de marzo | 16:00 | Puerto Rico | 0 – 3     | Cuba    | 21-25 | 22-25 | 16-25 | -    | -    | 59 – 75          | P2 P3   |

#### Final
| Fecha       | Hora  | Partido         | Partido   | Partido   | Sets  | Sets  | Sets  | Sets  | Sets | Puntuación total | Reporte |
| Fecha       | Hora  |                 | Resultado |           | 1     | 2     | 3     | 4     | 5    | Puntuación total | Reporte |
| ----------- | ----- | --------------- | --------- | --------- | ----- | ----- | ----- | ----- | ---- | ---------------- | ------- |
| 22 de marzo | 18:00 | Rep. Dominicana | 2 – 3     | Argentina | 25-17 | 21-25 | 25-13 | 23-25 | 8-15 | 102 – 95         | P2 P3   |

## Clasificación final
| Pos. | Equipo               |
| ---- | -------------------- |
| 1    | Argentina            |
| 2    | República Dominicana |
| 3    | Cuba                 |
| 4    | Puerto Rico          |
| 5    | Perú                 |
| 6    | México               |
| 7    | Chile                |
| 8    | Costa Rica           |

## Distinciones individuales
Fuente: NORCECA
| Distinción        | Nombre             | Equipo               |
| ----------------- | ------------------ | -------------------- |
| MVP               | Anahi Tosi         | Argentina            |
| Mejor Opuesta     | Massiel Matos      | República Dominicana |
| Máxima Anotadora  | Brayelin Martínez  | República Dominicana |
| Mejor Ataque      | Diaris Pérez       | Cuba                 |
| Mejor Recepción   | Diaris Pérez       | Cuba                 |
| 2.° Mejor Ataque  | Aidachi Agüero     | Cuba                 |
| Mejor Bloqueo     | Lisbeth Rosario    | República Dominicana |
| 2.° Mejor Bloqueo | Diana de la Peña   | Perú                 |
| Mejor Servicio    | Natalia Martínez   | República Dominicana |
| Mejor Defensa     | Valentina González | Argentina            |
| Mejor Pase        | Azul Benítez       | Argentina            |
| Mejor Líbero      | Marla Arreola      | México               |